# Netretić
 Netretić  falu és község Horvátországban Károlyváros megyében. Közigazgatásilag Baići, Bogovci, Brajakovo Brdo, Bukovje Netretićko, Culibrki, Donje Prilišće, Dubravci, Dubravčani, Frketić Selo, Goli Vrh Netretićki, Gornje Prilišće, Jakovci Netretićki, Jarče Polje, Kolenovac, Kučevice, Kunići Ribnički, Ladešići, Lončar Brdo, Lonjgari, Maletići, Mali Modruš Potok, Mračin, Mrzljaki, Novigrad na Dobri, Pavičići, Piščetke, Planina Kunićka, Račak, Rešetarevo, Rosopajnik, Skupica, Srednje Prilišće, Straža, Tončići, Veliki Modruš Potok, Vinski Vrh, Vukova Gorica, Zaborsko Selo, Zagradci és Završje Netretićko települések tartoznak hozzá.

## Fekvése
Károlyvárostól 10 km-re nyugatra a szlovén határ közelében festői dombok között fekszik.

## Története
A községhez tartozó Novigrad vára körüli vidék a középkorban Dobra néven tűnik fel az oklevelekben. Dobra első írásos említése egy 1297-es adásvételi szerződésben történt. 
Plébániáját 1334-ben említi Ivan goricai főesperes a zágrábi káptalan statutumában. A vár építésének ideje nem ismert és az sem, hogy mikor lett a Frangepánok birtoka, de a 14. században már biztosan az övék volt. A település maga ahhoz az uradalomhoz tartozott, melynek központja a Netretićből Szlovéniába vezető út felett Mali Modruš Potok területén álló 17. századi kastély volt. Urai a Zrínyiek és Frangepánok, majd a 19. század elején amikor a térséget átszelő Lujziana út is épült Filip Vukasović tábornok volt. 1809-ben francia uralom alá került, ekkor épült meg a mai Netretić központjának számító kétemeletes, vendéglőként működött épület és a mellette álló istálló  is. A franciák távozása után a birtokot Matija  Sladović képviselő, a vitézi rend tagja vásárolta meg és az ő utódai birtokolták egészen 1935-ig. 
1857-ben 118, 1910-ben 111 lakosa volt. A település trianoni békeszerződésig Zágráb vármegye Károlyvárosi járásához tartozott. 2011-ben a falunak 57, a községnek összesen 2860 lakosa volt.

## Lakosság
| Lakosság változása | Lakosság változása | Lakosság változása | Lakosság változása | Lakosság változása | Lakosság változása | Lakosság változása | Lakosság változása | Lakosság változása | Lakosság változása | Lakosság változása | Lakosság változása | Lakosság változása | Lakosság változása | Lakosság változása | Lakosság változása |
| ------------------ | ------------------ | ------------------ | ------------------ | ------------------ | ------------------ | ------------------ | ------------------ | ------------------ | ------------------ | ------------------ | ------------------ | ------------------ | ------------------ | ------------------ | ------------------ |
| 1857               | 1869               | 1880               | 1890               | 1900               | 1910               | 1921               | 1931               | 1948               | 1953               | 1961               | 1971               | 1981               | 1991               | 2001               | 2011               |
| 118                | 118                | 116                | 122                | 126                | 111                | 117                | 142                | 126                | 123                | 107                | 102                | 86                 | 88                 | 50                 | 57                 |